# 2MASS J0523-1403
2MASS J0523−1403是一顆位於南天星座天兔座，距離地球大約40光年，質量非常小的紅矮星。它的視星等非常黯淡，只有21.05等，表面有效溫度僅2,074K，要對紅外線敏感的大型望遠鏡才看得見它。這顆恆星是在2微米全天巡天 （2MASS）時首度觀測到。

## 特徵
2MASS J0523−1403的亮度約為0.000126 L☉，半徑為0.086 R☉，和有效溫度2,074 K。這些數值都是目前所知主序星的最低值。它的光譜類型為L2.5，V-K色指數為9.42  。質量推算為67.54±12.79 MJ（0.0644±0.0122 M☉）。哈伯太空望遠鏡觀測在0.15角秒的範圍之外沒有伴星存在。在2004年經由甚大天線陣（VLA，Very Large Array）檢測到零星的電波輻射。 H-α的輻射也被檢測到，而這是色球活動的一個跡象。

## 氫融合極限
近星研究會（RECONS）的成員最近確認2MASS J0523-1403可能是最小恆星的代表。它的半徑－亮度和半徑－溫度都是本地最小的。由於主序星和棕矮星的半徑－質量關係不同，本地最小值發生在氫燃燒的極限。與棕矮星不同的是，它們的核心由簡併壓力支撐，所以棕矮星的半徑隨著質量增加而減小。即當棕矮星的質量增加，也增加了簡併的分數，導致半徑隨著質量的增加而縮小。 理論估計恆星的最低質量在0.07至0.077M☉之間，與2MASS J0523-1403的質量與此相符。

## 外部連結
- YouTube上的The Smallest Star in the Universe
- YouTube上的Star Size Comparison 2